# 白鹿洞书院
白鹿洞書院，始建於南唐升元年間（940年），位于江西九江庐山五老峰南麓，是中國首間完備的書院，享有“海内第一书院”之誉；南唐立之為「廬山國學」、又稱「白鹿國庠」。為中國歷史有記錄唯一個非大一統國家於都城之外設立的國學；宋代理學家朱熹出任知南康軍時，重建書院，親自講學，確定了書院的辦學規條和宗旨，並奏請賜額及御書，名聲大振，成為宋末至清初數百年中國一個重要文化搖籃。白鹿洞與嶽麓、雎陽、石鼓並稱天下四大書院。

## 歷史

### 唐代建院

趙匡胤敕令國子監刻印《九經》予白鹿洞書院，奠定書院在古代的國家級地位

白鹿洞在唐代時原為詩人李渤兄弟隱居讀書的地方，李渤當時養白鹿自娛，傳說該鹿通曉人性，能跋涉數十里到星子縣城為主人購買書、紙、筆、墨，李渤遂有外號「白鹿先生」。後來他出任江州刺史，於此修樓建亭，取名白鹿洞。白居易過江州，贈李渤一詩中，即有「君家白鹿洞，聞道亦生苔」之句。
早年該處只是一處遊覽勝地，直至五代十國南唐，其時天下大亂，開始有人在此隱居讀書，昇元四年(940年)，南唐朝廷在李渤隱居的地方建立學館，稱「廬山國學」，又稱「白鹿國庠」(國學)，置田藏書，由金陵國子監九經教授李善道主持學務，四方學子慕名而來，與京師國子監齊名。西元976年，南唐已亡，九江百姓遭受兵馬之災，廬山國學成為廢墟。
宋初，九江人在廢墟上建起白鹿洞書院，宋太祖趙匡胤下令將國子監刻印的《九經》等書賜予白鹿洞書院，書院旋即知名度大增，學生有近百人，該時期已被奉為天下四大書院，西元980年，白鹿洞主被調走當官，白鹿洞書院再廢。西元1002年，宋真宗趙恒頒發一道聖旨，全國興起研學之風，白鹿洞書院得到修繕。西元1054年，白鹿洞書院毀於兵火，期間耕地又被收回，書院無法繼續提供膳食，學生紛紛離去，校舍逐漸倒塌，書院不久就停辦了，北宋末年，金兵南下，書院從此荒廢百年。　
到了南宋，中國理學開始興盛，復興書院成為當時的重要運動。朱熹的出現，正式奠定白鹿洞在往後700年的學術位置，直至清代科举制度結束為止，被稱為“海內書院第一”。

### 南宋復興

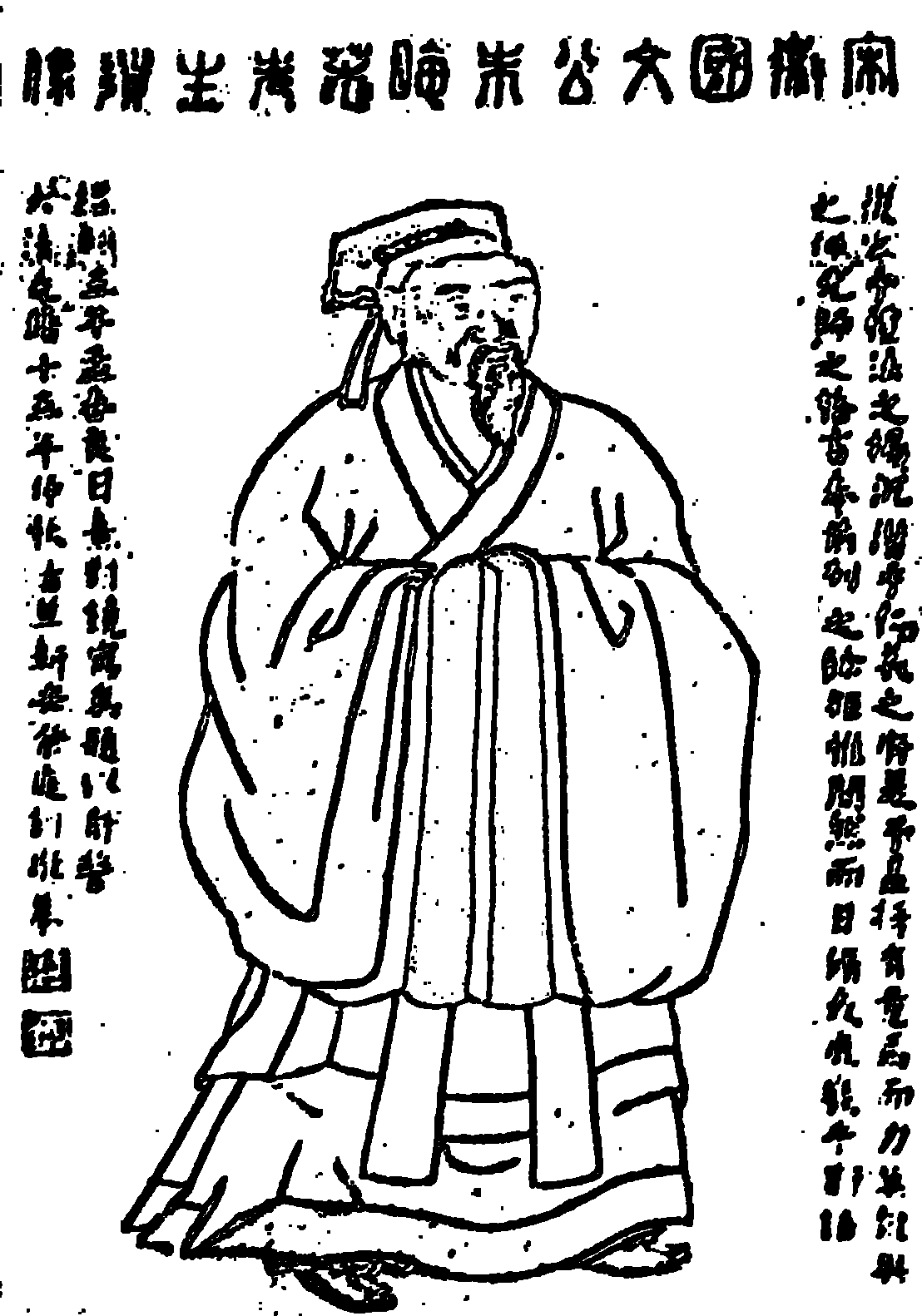
朱熹復興白鹿洞書院，其所訂立的學規影響往後700年儒家的發展

白鹿洞书院朱熹铜像

南宋淳熙六年(公元1179年)，朱熹出任南康太守，他勘察白鹿洞书院廢址後寫道：「觀其四面山水，清邃環合，無市井之喧，有泉石之勝，真群居講學、遁跡著書之所。」當時書院建築規模較北宋時還不少，這時書院只有學生十餘人。為興復白鹿洞書院，訂下學規，置田建屋，向各地發文徵求圖書，把《四書》、《五經》納入教學課程。
同時，朱熹請南宋理學家另一派代表呂祖謙為修復工作寫記，交流學識，朱熹本人亦撰寫白鹿洞書院學規，並親臨講課，與學生質疑問難，書院1180年農曆3月得以完成重建。理學又一派代表人物陸九淵從金溪來訪白鹿洞書院，在朱熹的盛邀之下，登臺講學。陸九淵的「君子喻於義，小人喻於利」，令在場的學生和客人熱淚盈眶，在朱熹的要求下，陸九淵將這段演講內容寫下，被刻在石碑上。朱熹在南康任職的兩年時間內，是白鹿洞書院歷史上最鼎盛的時期。翌年朱熹與陸象山共同講學，稱作「白鹿洞之會」，並奏請賜額及御書，書院名聲大振。
元代年間戰亂，崔翼駐守該地，書院繼續辦學，直至元末書院所有殿堂齋舍蕩然無存。　

### 明清興衰
明代初年因朝廷重視科舉，罷了薦士的舊制，致使書院講學之風幾乎消失，書院一度衰落。思想家王守仁（王陽明）當時仍支持書院制度，所到之處，廣收門徒，遍建書院。贛州的濂溪書院，便是王守仁巡撫贛南時所建。當時，白鹿洞書院洞主蔡宗袞是浙江山陰人，與王守仁為同鄉，當他得知王守仁在廬山遊玩時，便盛情邀請王守仁到白鹿洞書院講學，提高書院的知名度。明代最早的一次維修為正統元年（1436），以後還有成化、弘治、嘉靖、萬曆年間的維修。
明武宗正德十六年（1521年），「五月，集門人於白鹿洞。是月，先生有志歸……」王守仁年輕時，曾一度崇拜朱熹，他21歲中舉人，開始研究朱熹的「格物窮理」。朱熹認為，一草一木都涵有「至理」，必須一件件地「格」盡天下之物，才能豁然貫通，體會到完美的「天理」，以為聖賢。
於是，王守仁立在亭前，從秋風中抖動的一叢翠竹開始「格物」，七天七夜結果一無所得地病倒。王守仁忽然明白竹子的自然生長與朱熹的「天理」並有相適之處，把自然現象與社會現象相較是毫無根據的。王守仁於白鹿洞修道問學，為他後來的心學創立奠定了基礎。 
清代仍繼承明代的規模，遠近各省都有人來此求學，但隨著清末廢除科舉，光緒二十四年（1898年）清帝下令變法，改書院為學堂，1903年正式停辦，白鹿洞交由南康府（今星子）中學堂管理，宣統二年（1910），白鹿洞書院改為江西高等林業學堂。

### 近代
國民政府時期，中國國民黨領導人蔣介石曾計劃將書院交由位于南昌的国立中正大學接管，但未實現。1927年武漢起義失敗后，劉少奇曾避居白鹿洞書院內，1959年列為江西省文物保護單位後，中國國家主席劉少奇、中國國務院總理周恩來、以及越南民主共和國主席胡志明等曾視察過白鹿洞書院，1979年成立廬山白鹿洞文物管理所；1988年公布為全國重點文物保護單位和國家二級自然保護區，同年設置作為學術研究機構的白鹿洞書院建置，1990年成立廬山白鹿洞書院管理委員會，現時白鹿洞書院是九江一帶著名景點，現有管理單位將書院比喻成古代中國的劍橋大學、牛津大學。
白鹿洞書院北有高山，東及南有鄱陽湖，周圍保存著近3000畝自然保護林區。從2000年開始，白鹿洞書院每年出版一本《中國書院論壇》，每年召開一次學術研討會，江西省政府、九江市政府2000年開始先後撥款180萬元，對白鹿洞書院禮聖殿、禮聖門、彝倫堂（明倫堂）、禦書閣、紫陽閣（朱子祠）、先賢祠（報功祠）等進行了裝修和翻新。書院最新一次維修於2003年11月4日正式完成。

### 相关比较
白鹿洞書院始建於940年，摩洛哥的卡鲁因大学创办于859年，埃及的爱资哈尔大学创办于988年，欧洲公认的办学最早的大学博洛尼亚大学创办于1088年。

## 建築
白鹿洞書院位於廬山東南五老峰下的海會鎮和星子縣白鹿鄉的交界處，全院山地面積近3000畝，建築面積3800平方米，院內由五個院落並列組成，分別為禮聖殿、先賢書院（禮聖殿之西）、白鹿洞書院、紫陽書院和延賓館。其他建築。主體建築為櫺星門、泮池（又稱蓮池）、狀元橋（原稱泮橋）、禮聖門和禮對殿。
書院大門為磚木結構，四坡式二層。頂層，中脊磚砌，兩端起翹；四斜脊，尖端起翹，亦為磚砌。大門有「白鹿洞書院」牌匾，是明代正德年間文學家李夢陽書寫。
白鹿洞書院雖然以洞命名，但時人只以該區山峰環合似洞而命之；現有書院內朱子祠後的石洞和石鹿，則是明代嘉靖年間修鑿的。《白鹿洞志》記述，「初，鹿洞有名無洞。嘉靖甲午(即嘉靖十三年、公元1534 年)，知府王溱乃辟講修堂後山，為之築台於上。知府何岩鑿石鹿於洞中。」
在朱子祠之東廂，設有碑廊，內嵌宋至明清古碑120餘塊，但這全是近代新建。在這些古代碑刻中，有朱熹的手書真跡，也有署為紫霞真人的明代狀元羅洪先的《游白鹿洞歌》。
朱子祠前有「御書閣」，為康熙賜給書院匾額及古書後，由南康知府周燦請建。閣前有桂樹兩株，相傳是朱熹手植；但也有人說是清代建造「御書閣」時種植的。
院內亦有「釣磯石」、「漱石」、「鹿眠場」、「流杯池」等名勝，當中漱石和流杯池，是因有朱熹手書「漱石」、「流杯池」石刻而得名。「鹿眠場」相傳唐代李渤飼養的白鹿就睡在這裡。釣磯石據傳是朱熹常垂釣之處，但此處裡水淺流急，魚類不多，故明代劉世揚又在石上加刻「意不在魚」四字。

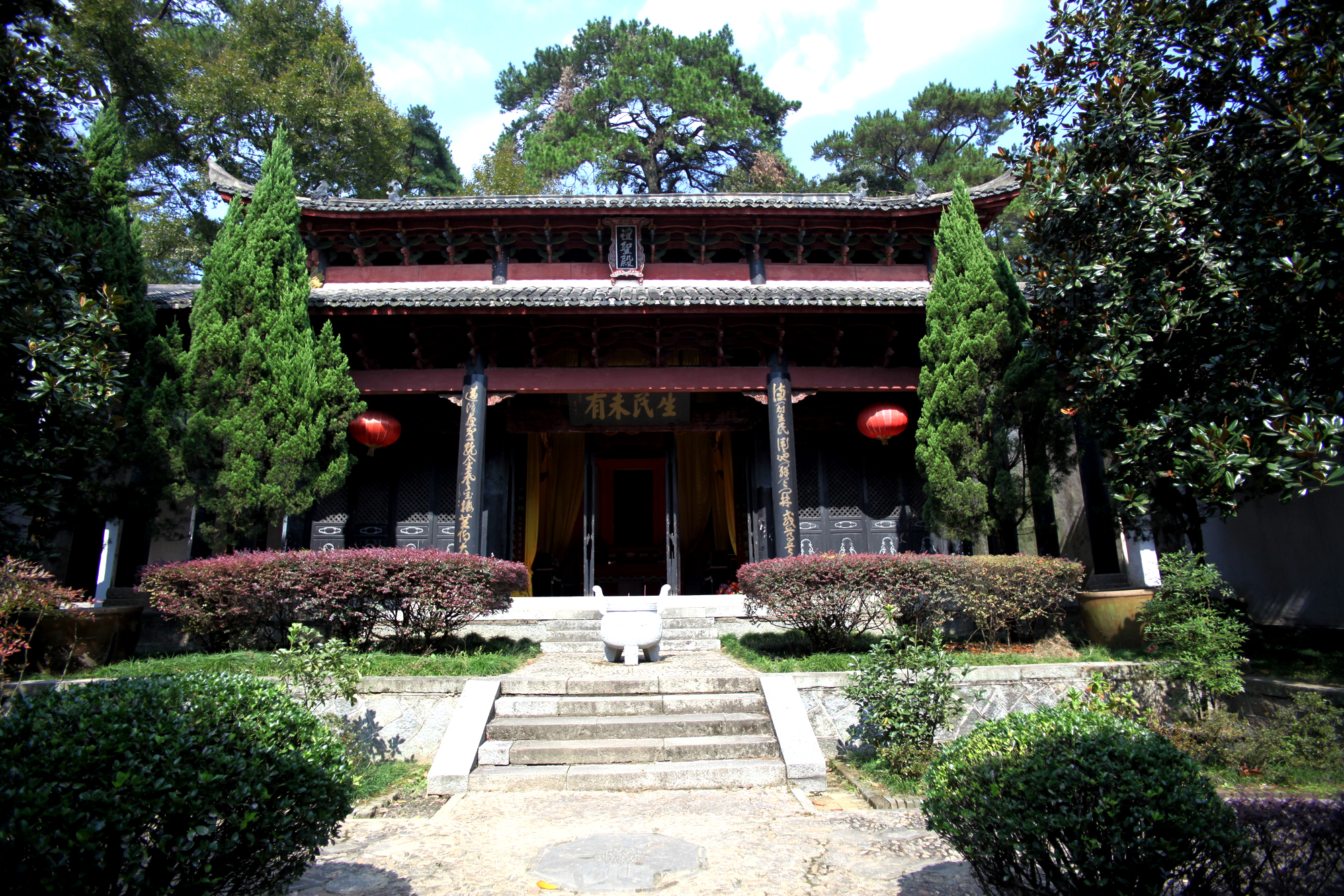
礼圣殿
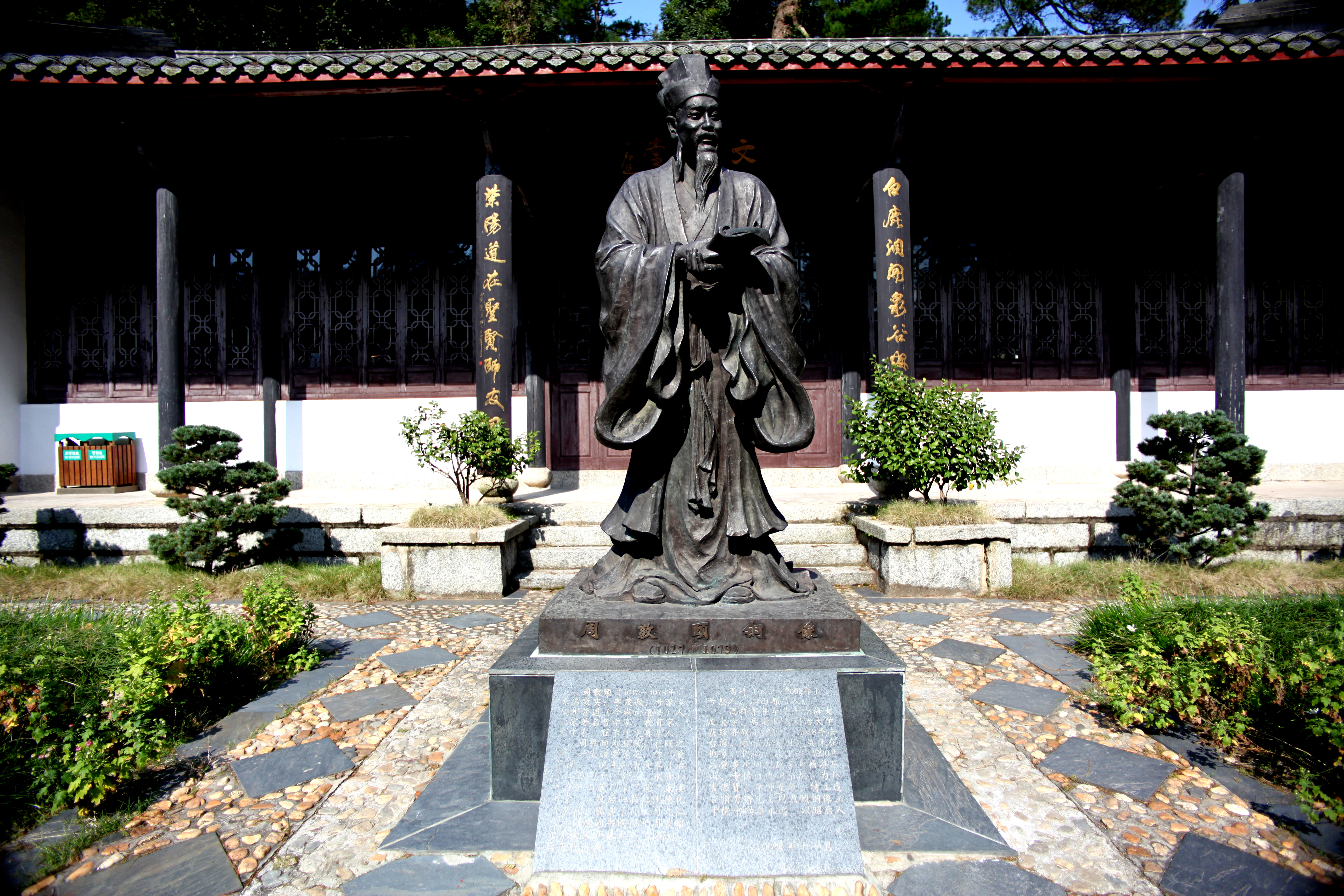
白鹿洞书院周敦颐铜像
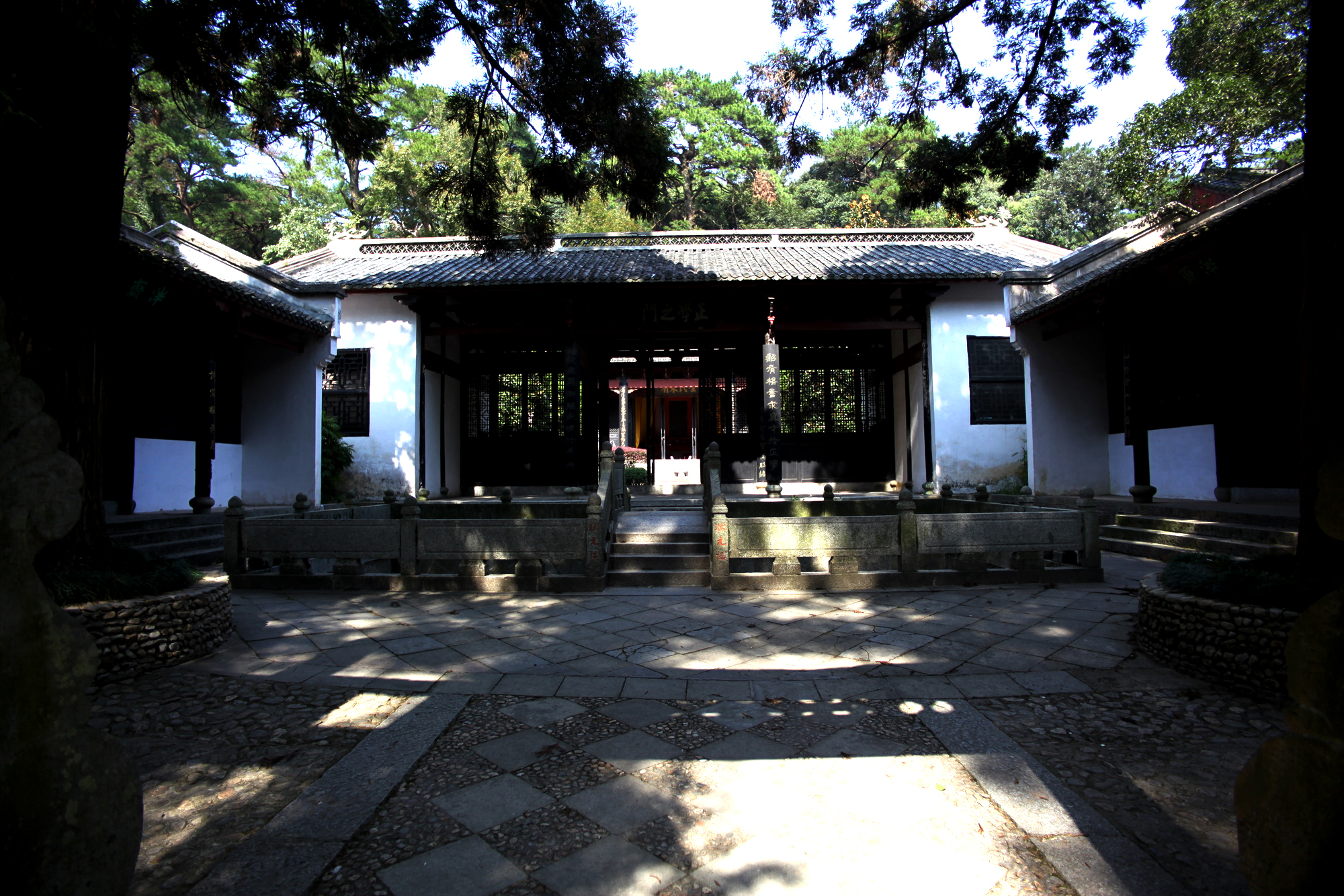
先賢書院
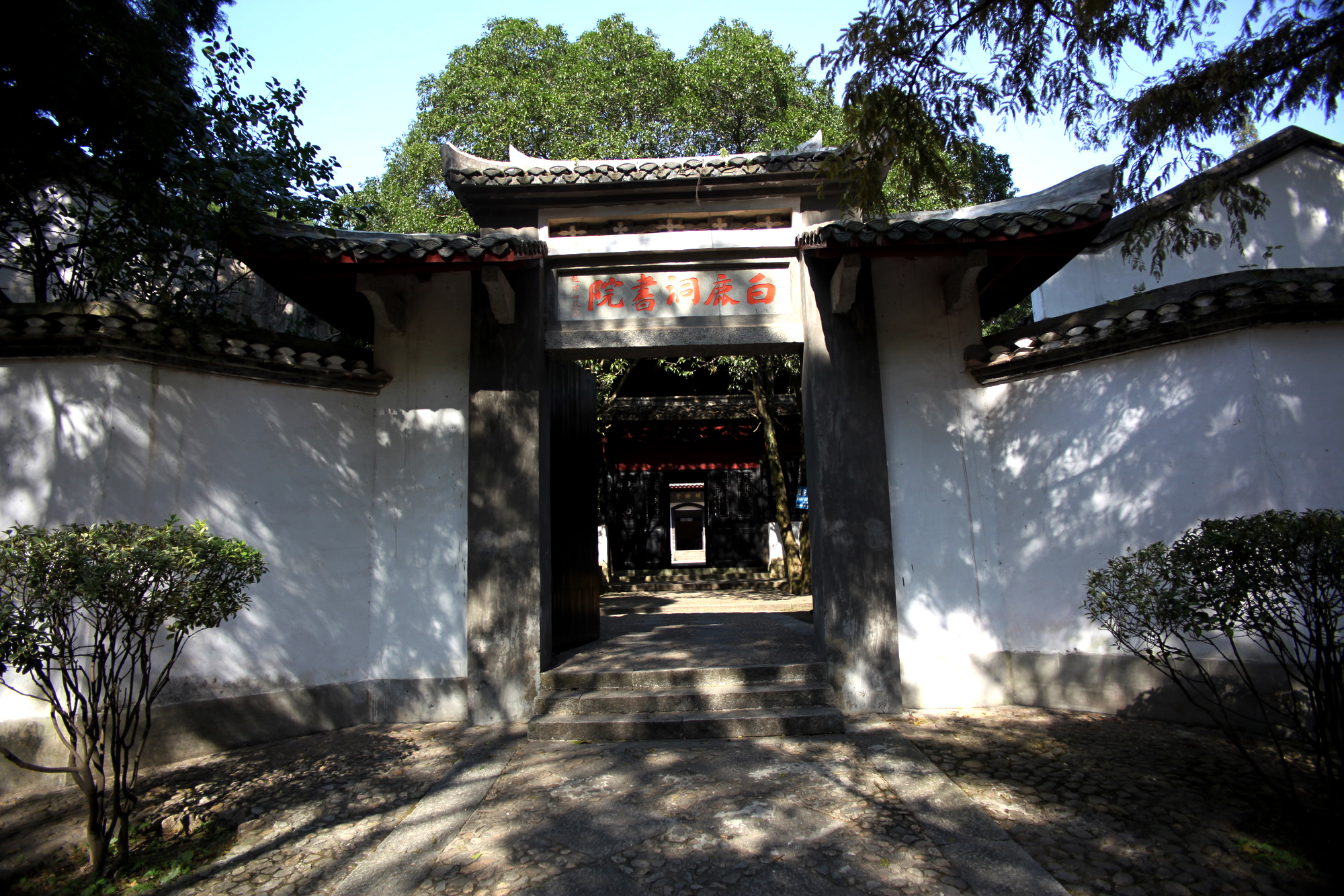
白鹿洞书院
紫阳书院
延宾馆朱熹像
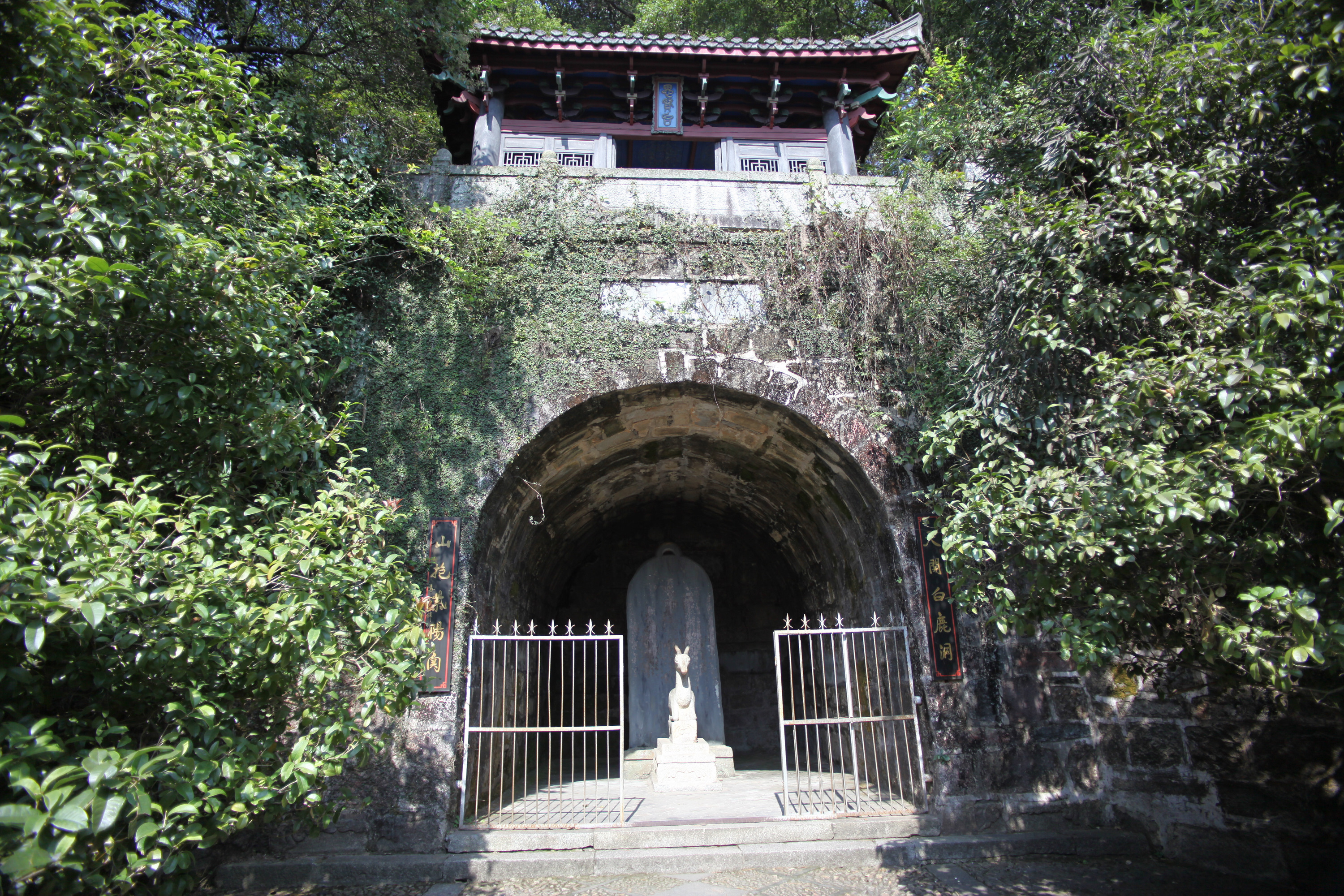
白鹿洞
棂星门
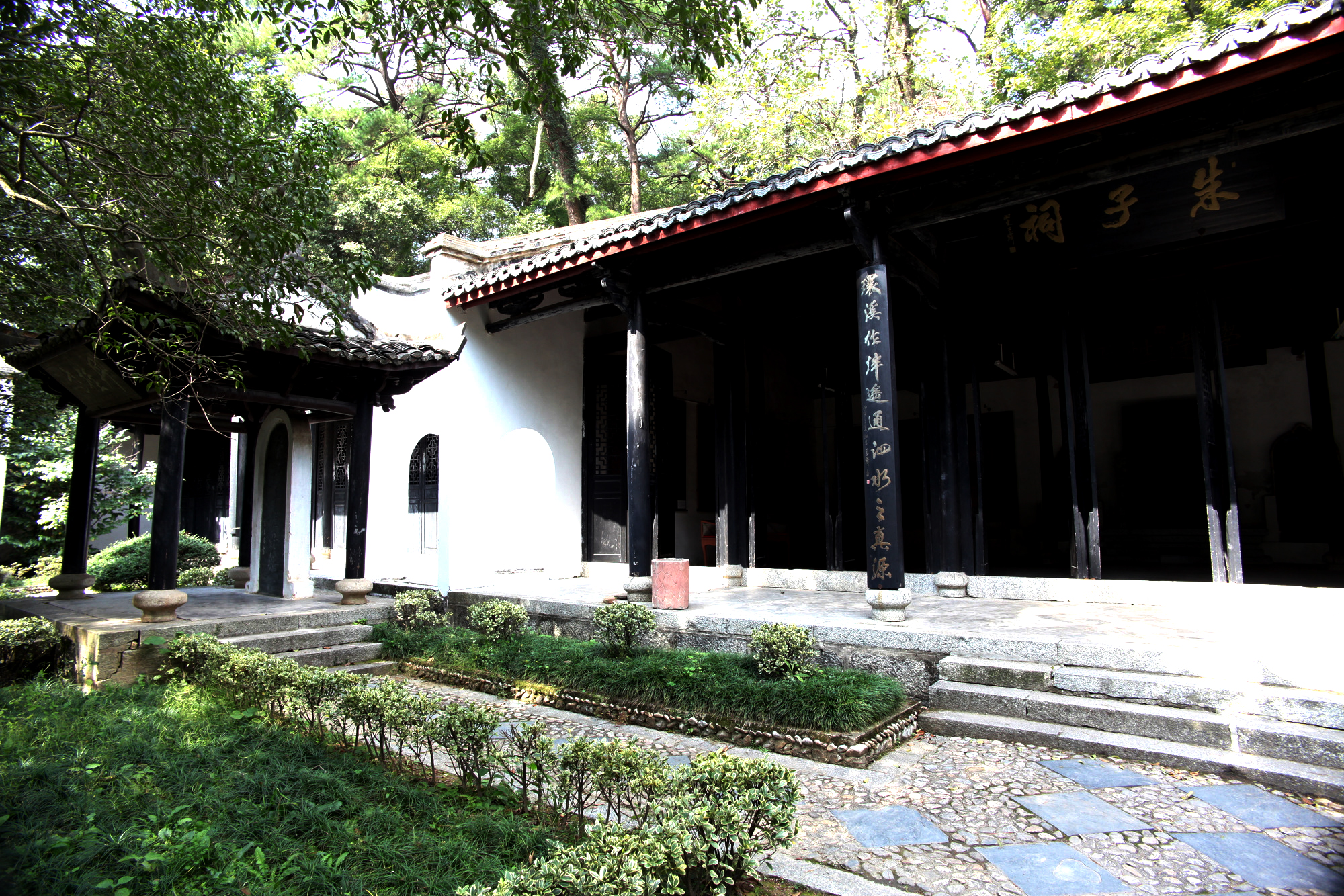
朱子祠
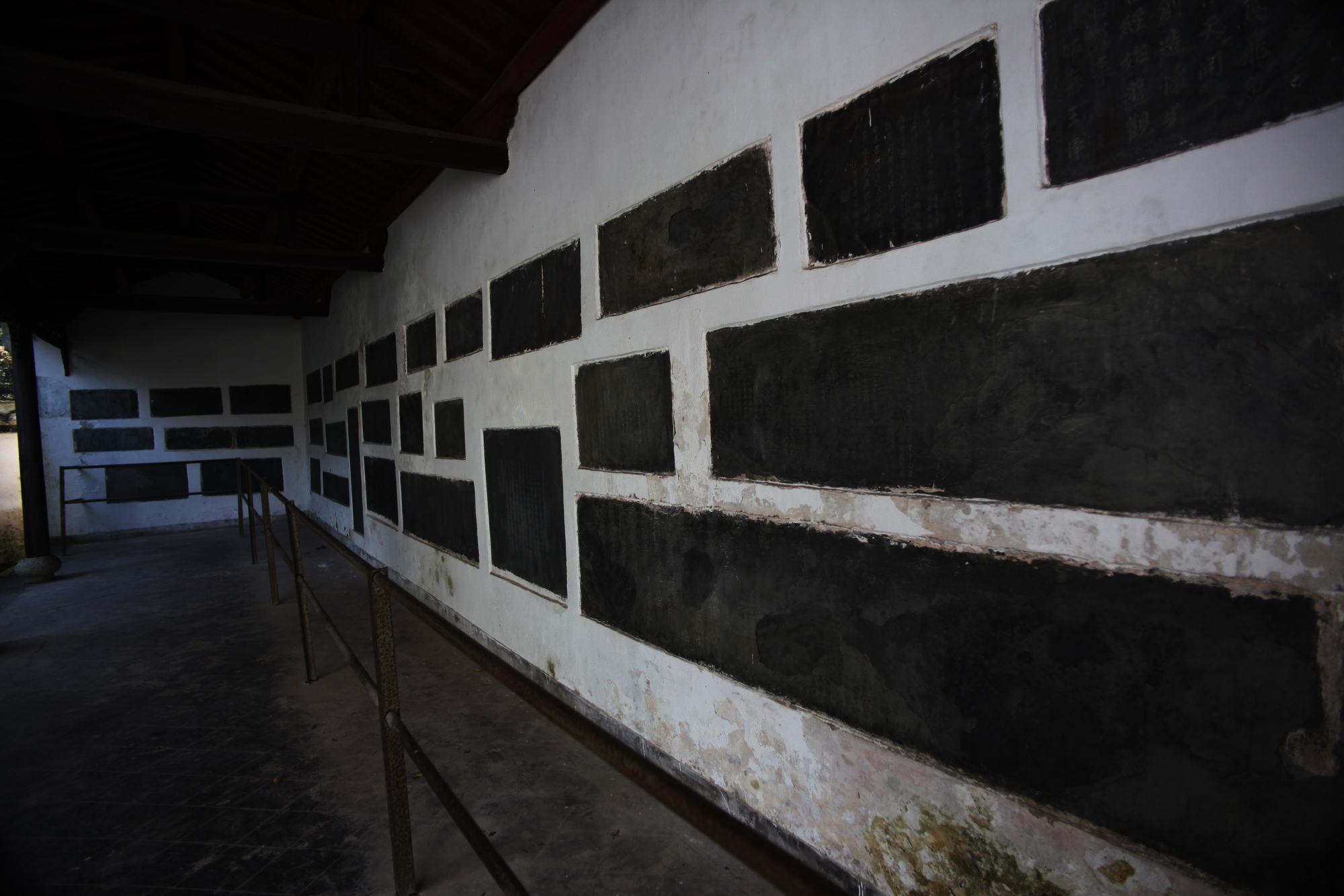
碑林
文会堂

## 授課生活

### 學規
朱熹接辦書院時，曾立下《白鹿洞書院學規》（或稱《白鹿洞書院揭示》，內容略有所差），主要述說儒家倫理觀，影響書院千年的辦學方針。全文為：

白 鹿 洞 書 院 學 規　        朱 熹
父子有親。君臣有義。夫婦有別。長幼有序。朋友有信。右五教之目。
堯、舜使契為司徒，敬敷五教，即此是也。學者學此而已。
而其所以學之序，亦有五焉，具列如左：博學之。審問之。謹思之。明辨之。篤行之。
右為學之序。學、問、思、辨四者，所以窮理也。
若夫篤行之事，則自修身以至於處事、接物，亦各有要，具列如左：
言忠信。行篤敬。懲忿窒欲。遷善改過。右修身之要。
正其谊不謀其利。明其道不計其功。右處事之要。
己所不欲，勿施於人。行有不得，反求諸己。右接物之道。
熹竊觀古昔聖賢所以教人為學之意，莫非使之講明義理，以修其身，然後推以及人，非徒欲其務記覽，為詞章，以釣聲名，取利祿而已也。今人之為學者，則既反是矣。然聖賢所以教人之法，具存於經，有志之士，固當熟讀、深思而問、辨之。苟知其理之當然，而責其身以必然，則夫規矩禁防之具，豈待他人設之而後有所持循哉？近世於學有規，其待學者為已淺矣。而其為法，又未必古人之意也。故今不復以施於此堂，而特取凡聖賢所以教人為學之大端，條列如右，而揭之楣間。諸君其相與講明遵守，而責之於身焉，則夫思慮云為之際，其所以戒謹而恐懼者，必有嚴於彼者矣。其有不然，而或出
於此言之所棄，則彼所謂規者，必將取之，固不得而略也。諸君其亦念之哉！

整篇文章簡述了朱熹對古賢的看法，日後白鹿洞書院講學亦大致依從此中方針。學規指先言古先聖賢在教人為學之時，皆欲使之「講明義理，以修其身，然後推以及人」，而非是要使其「務記覽、為詞章」，批評多少鄙儒只懂得記誦之學，甚至效法「終南捷徑」。
他又認為聖賢教人之法皆存於經書中，因此有志之士必當熟讀深思而問辨之，與前面所論為學之序的學規相互結合。此後再談如果學者如知其理之當然，則自然會遵循，所以並不需要他人設規矩禁防之具，此即與前面所列修身之要相呼應。
當時不少學院亦有訂立學規，但朱熹指這些規則又「未必古人之意」，不為白鹿洞書院所取，只有他的學規是取於「聖賢所以教人為學之大端」，他又要學規「嚴於彼者」、「條列如右而揭之楣間」，讓學子時刻看到。文中最後強調學子要確實篤行學規，才能夠稱上儒者。

### 研習模式
有關白鹿洞的學習生活細節，暫未有資料，已知朱熹為書院訂定《白鹿洞書院揭示》，規定書院辦學方針和學生的行為準則。他親自作聘書，為書院選任教職人員。書院第一次上課，朱熹登台講授《中庸》，但以今天話來說，朱熹當時正職是當地太守，辦公位置與書院相距約10里，每10天官員例假時，他才可以到書院指導學生。
白鹿洞書院其實是一座山間居舍，有說讀書人來到這裡，隨意散落溪澗林間，悟道功成後，或捐田修舍，或勒石立碑，以示報恩明志，令這裡隨處可見石碑，千來年儒家均視之為文化勝地。　

### 引用
1. ↑  千年学府白鹿洞书院翻修一新 （页面存档备份，存于）. 新華社